# Rod Serling

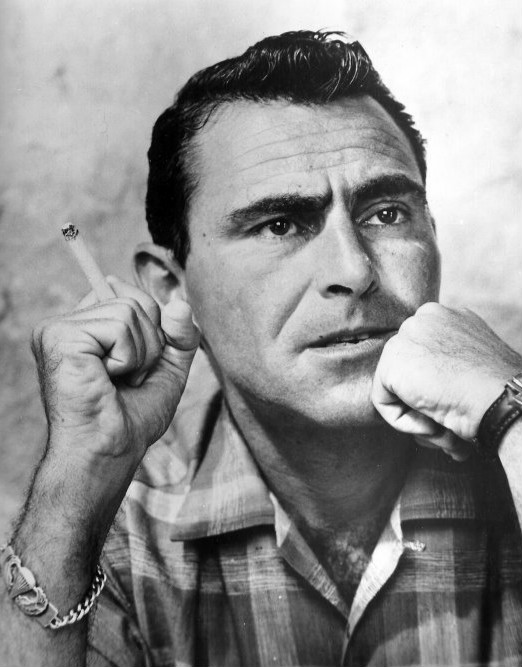
Rod Serling

Rodman Edward (Rod) Serling (Syracuse (New York), 25 december 1924 – Rochester (New York), 28 juni 1975) was een Amerikaanse scenarioschrijver, die vooral bekend is als bedenker, schrijver en presentator van de serie The Twilight Zone.

## Biografie

### Jonge jaren
Rod Serling werd geboren in Syracuse als de jongste van twee zonen van Samuel en Esther Serling (zijn oudere broer, Robert J. Serling, werd later een boekenschrijver). Hij groeide op in Binghamton, waar hij later afstudeerde aan de Binghamton Central High School. Hoewel hij was opgevoed in een Joods gezin, werd hij later een Unitarian Universalist.

### Militaire dienst
Rod Serling diende in het Amerikaanse leger als paratroeper en vernielingsexpert. Hij zat bij de 511th Parachute Infantry Regiment, 11th Airborne Division in het Pacific Theater tijdens de Tweede Wereldoorlog. Hij diende in het leger van januari 1943 tot januari 1945. Hij raakte zwaargewond aan zijn pols en knie, en kreeg het Purple Heart en de Bronze Star.
Serlings militaire dienst had een grote invloed op de rest van zijn leven, en diende veelal als inspiratie voor zijn latere werk.

### Vroege carrière
Serlings liet zich tevens inspireren door de radio- en televisieschrijver Norman Corwin.
In 1951 deed Serling zijn intrede in de televisiewereld met een scenario's voor The Doctor, Fireside Theater, Hallmark Hall of Fame, Lux Video Theater, Kraft Television Theatre, Suspense en Studio One. Hij werkte ook voor het lokale tv-station Cincinnati TV.
Hoewel hij zijn scenario's wel kon afleveren aan veel televisieseries, ergerde Serling zich mateloos aan de censuur die werd toegepast. Zijn scenario's bevatten geregeld referenties naar politieke gebeurtenissen en ethische identiteiten, maar deze werden er allemaal uitgeknipt door de producers van de series. Dit was voor Serling de grootste drijfveer om zelf een serie te gaan maken, zodat hij voortaan kon bepalen wat in het scenario bleef en wat niet.

### The Twilight Zone
Serlings eerste poging tot een eigen televisieserie was “The Time Element”. Hieruit ontstond uiteindelijk The Twilight Zone. Serling vocht hard om zelf aan het hoofd van de serie te blijven. Hij huurde schrijvers in die hij respecteerde (zoals Richard Matheson en Charles Beaumont). Hij deed zelf de presentatie van de serie.
Serling was zelf de primaire schrijver van de serie. Hij gebruikte veel van zijn ervaringen uit het verleden voor afleveringen omtrent boksen, militair leven en vliegtuigpiloten. Serling wilde ook de discriminatie aan de kaak stellen in zijn serie. Zo schreef hij veel afleveringen waarin Afro-Amerikanen en vrouwen een belangrijke rol speelden.
De show liep in totaal vijf seizoenen, en won vele prijzen. Hoewel de serie een grote fanaanhang had, kon de serie nooit helemaal voldoen aan de verwachtingen die de netwerkofficials ervan hadden. Na vijf jaar en 156 afleveringen, waarvan 92 geschreven door Serling, werd de show stopgezet. Serling verkocht de rechten die hij op de show had aan CBS.

### Night Gallery
In 1969 zond NBC een pilotaflevering uit voor een nieuwe serie die Serling in gedachten had: Night Gallery. In de pilot vertelde Serling vanuit een donker museum drie horrorverhalen. De pilot sloeg aan, en in december 1970 ging de serie in première. In tegenstelling tot de sciencefictionachtige Twilight Zone focuste deze serie zich meer op gothic horror en occultisme. Serling wilde niet weer de grote werkdruk die hij had ervaren bij The Twilight Zone, en liet het productiewerk grotendeels over aan anderen. Wel was hij actief bij de serie betrokken als schrijver. Een derde van alle scenario's uit de serie kwamen van zijn hand.
Tegen seizoen 3 werden Serlings scenario's steeds vaker geweigerd. Na dit derde seizoen stopte de serie.

### Fictie
Serling schreef een aantal korte verhalen uit het sciencefiction- en horrorgenre. Deze verhalen werden gebundeld in drie delen van Twilight Zone-verhalen (1960, 1961, 1962), twee delen van Night Gallery-verhalen (1971, 1972) en een collectie van drie romans, The Season to be Wary (1968).

### Latere jaren
Serling ging zich in zijn latere jaren bezighouden met bioscoopfilms, en bleef schrijven voor televisieseries. In 1964 werkte hij mee aan Carol for Another Christmas, een televisiebewerking van Charles Dickens' A Christmas Carol. Deze bewerking werd slechts eenmaal uitgezonden, op 28 december 1964.
Serling schreef een aantal scenario's met een politieke focus, zoals Seven Days in May (1964) en The Man (1972).
In 1974 ging Serling werken voor de radio als presentator van een serie getiteld The Zero Hour. Deze serie werd twee jaar uitgezonden, en Serling schreef een deel van de scenario's. De reeks werd nooit en groot succes, mede door de formule en het gebrek aan promotie.
Serling gaf een tijdje les aan het Ithaca College in Ithaca, en deed voice-overs voor verschillende projecten.

### Dood

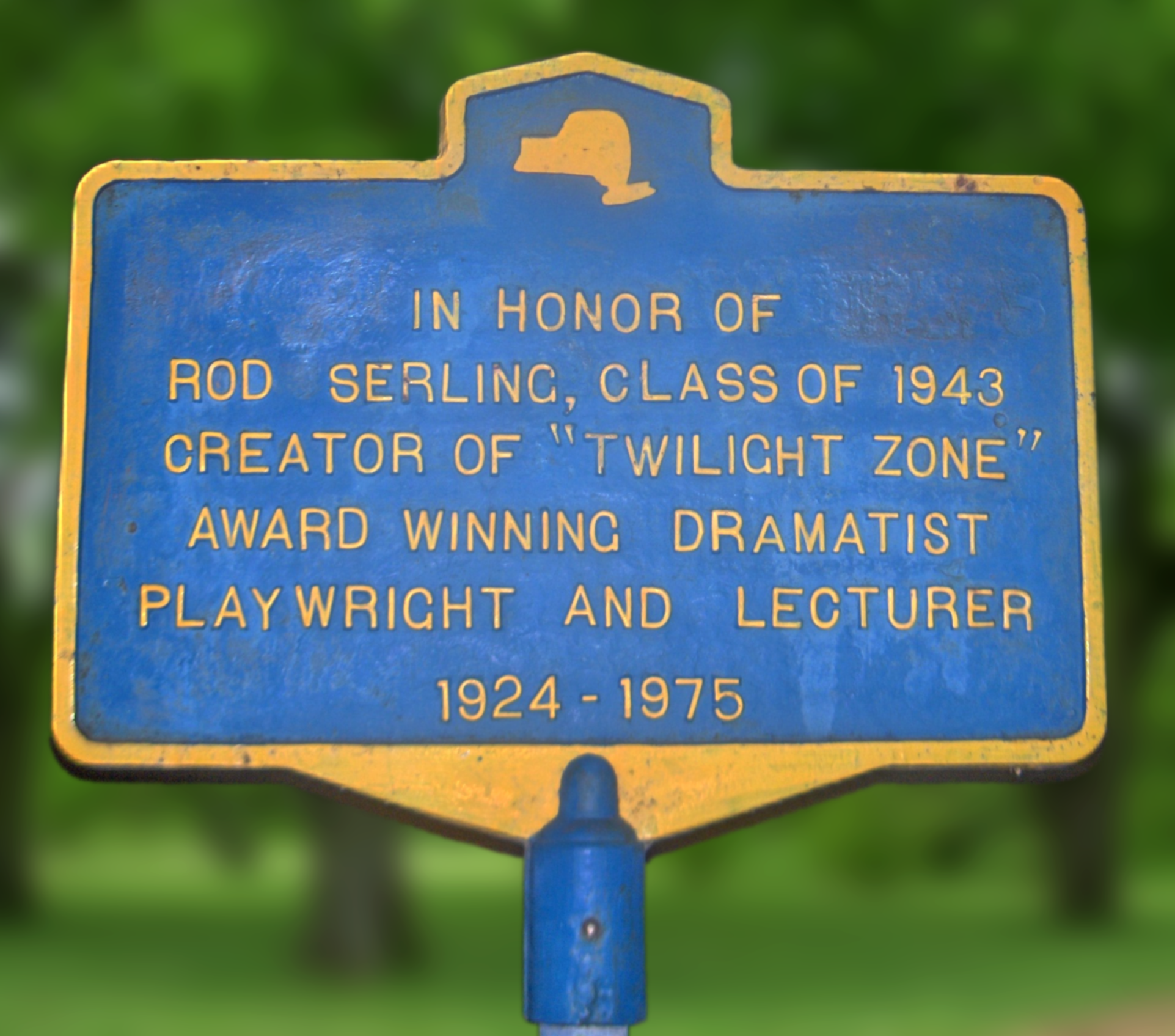
Gedenkteken voor Rod Serling

In 1975 kreeg Serling twee zware hartaanvallen, en werd opgenomen in het Strong Memorial Hospital in Rochester voor Coronary Artery Bypass Graft. Tijdens de operatie kreeg hij een derde hartaanval, waaraan hij de dag erop bezweek. Serling werd 50 jaar oud. Hij ligt begraven op het kerkhof in Interlaken, een gebied dat prominent aanwezig was in de afleveringen van Twilight Zone.

### Na zijn dood
- Na Serlings dood werden veel van zijn scenario's alsnog geproduceerd. In 1988 gebruikte J. Michael Straczynski Serlings verhaal "Our Selena Is Dying" voor de serie The New Twilight Zone. In 1994 verscheen de televisiefilm Rod Serling's Lost Classics, gebaseerd op een paar nooit gepubliceerde scenario's.
- In augustus 2004 werd Serlings nummer 1 in TV Guide's lijst van de "25 Grootste Sci-Fi Legendes".
- Meer dan 30 jaar na zijn dood werd Serling digitaal weer tot leven gewekt voor een aflevering van de televisieserie Medium. Deze aflevering was deels opgenomen in 3D. Serlings introduceerde de aflevering en vertelde het publiek hun 3D-brillen op te zetten. Serling werd in de aflevering neergezet middels oud beeldmateriaal uit de The Twilight Zone-aflevering "The Midnight Sun". Zijn mondbewegingen werden digitaal aangepast om aan te sluiten op de nieuwe tekst. Zijn stem werd geïmiteerd door Mark Silverman.
- In 1979 scoorde de band The Manhattan Transfer een hit met het nummer "The Twilight Zone / The Twilight Tone". In de videoclip imiteerde zanger Alan Paul Rod Serling.
- In "Threatened", een nummer uit zijn album Invincible, gebruikte popster Michael Jackson stukken dialoog van Rod Serling als introductie en afsluiting van het nummer.
- Via oud beeldmateriaal uit de aflevering It's a Good Life geeft Rod Serling nog dagelijks een introductie aan de bezoekers van de attractie "The Twilight Zone Tower of Terror". Ook hier is zijn stem geïmiteerd door Mark Silverman.

## Prijzen en eer
Gedurende zijn leven kreeg Serlings zes Emmy Awards. Zijn grootste successen waren:
- Patterns (1955)
- Requiem for a Heavyweight (1956)
- The Comedian (1957)
- A Town Has Turned to Dust (1958)
- The Velvet Alley (1958)
- The Twilight Zone (1959-1964, televisieserie)
- Night Gallery (1970-1973, televisieserie)
- Planet of the Apes (1968 samen met Michael Wilson)

## Andere filmografie
- The Loner (televisieserie)
- Encounter with the Unknown (1975, verteller)